# 扶康會
扶康會（英語：Fu Hong Society）於1977年成立，是香港一所非牟利復康機構，主要為智障人士、自閉症人士、精神康復者及肢體殘疾人士提供服務。